# Line Kruse (Musikerin)
Line Kruse (* um 1972 in Rotterdam) ist eine dänische Geigerin, die sowohl im Weltmusik- als auch im Jazzbereich hervorgetreten ist.

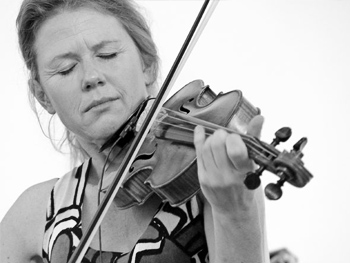
Line Kruse, 2011

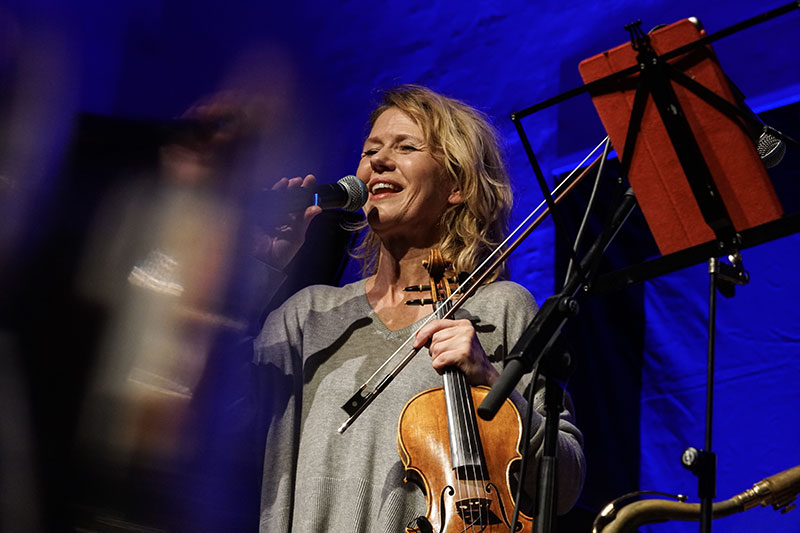
Line Kruse, Jazzy Days Festival Dänemark 2018

Kruse studierte Violine am Königlichen Konservatorium Kopenhagen und wurde dort mit einem ersten Preis ausgezeichnet. Mitte der 1990er Jahre zog sie nach Paris, um bei Ivry Giltis Unterricht zu nehmen. In Frankreich spielte sie Jazz mit Youn Sun Nah, Niels Lan Doky und Khalil Chahine sowie lateinamerikanische Musik mit Sabor a Son, Cesar Stroscio, Minino Garay und den Tambours du Sud und mit Tierra del fuego. Seit dem Jahr 2000 gehört sie ins Umfeld des Gotan Project, mit dem sie auch international auf Tournee ging und 2002 und 2006 auf dem Montreux Jazz Festival auftrat. 2005 veröffentlichte sie ihr Debütalbum, dem weitere Alben folgten.

## Diskographische Hinweise
- Warm Waves (2005)
- Dream (2009, mit Edsel Gómez, Ira Coleman, Minino Garay u. a.)
- Dancing on Air (2012)
- Hidden Stone (2017)